# Gabinet Bech-Bodson
El Gabinet Bech-Bodson va formar el govern de Luxemburg del 29 de desembre de 1953 al 29 de març de 1958. Va ser una coalició entre el Partit Popular Social Cristià (CSV), i el Partit Socialista dels Treballadors (LSAP).

## Composició

### 29 de desembre de 1953 a 29 de juny de 1954
| Nom   | Nom            | Partit | Càrrec |
| ----- | -------------- | ------ | --- |
|       | Joseph Bech    | CSV    | Primer Ministre Ministre d'Afers Exterios Ministre d'Agricultura i Viticultura                                                                    |
|       | Pierre Frieden | CSV    | Ministre d'Educació Nacional Ministre de Població y Família Ministre de l'Interior Ministre de Salut Pública Ministre de Religió, Arts i Ciències |
|       | Victor Bodson  | LSAP   | Ministre de Justícia Ministre d'Obres Públiques Ministre de Transports                                                                            |
|       | Nicolas Biever | LSAP   | Ministre de Treball, Seguretat Social, Mines i Assistència Social                                                                                 |
|       | Michel Rasquin | LSAP   | Ministre d'Economia i Reconstrucció |
|       | Pierre Werner  | CSV    | Ministre de Finances Ministre de Defensa |
| Font: |                |        | |

### 29 de juny de 1954 a 20 de gener de 1958
| Nom   | Nom            | Partit | Càrrec |
| ----- | -------------- | ------ | --- |
|       | Joseph Bech    | CSV    | Primer Ministre Ministre d'Afers Exterios Ministre de Viticultura                                                                                 |
|       | Pierre Frieden | CSV    | Ministre d'Educació Nacional Ministre de Població y Família Ministre de l'Interior Ministre de Salut Pública Ministre de Religió, Arts i Ciències |
|       | Victor Bodson  | LSAP   | Ministre de Justícia Ministre d'Obres Públiques Ministre de Transports                                                                            |
|       | Nicolas Biever | LSAP   | Ministre de Treball, Seguretat Social, Mines i Assistència Social                                                                                 |
|       | Michel Rasquin | LSAP   | Ministre d'Economia |
|       | Pierre Werner  | CSV    | Ministre de Finances Ministre de Defensa |
|       | Paul Wilwertz  | LSAP   | Secretari d'Estat d'Afers Econòmics |
| Font: |                |        | |

### 20 de gener de 1958 a 29 de març de 1958
| Nom   | Nom            | Partit | Càrrec |
| ----- | -------------- | ------ | --- |
|       | Joseph Bech    | CSV    | Primer Ministre Ministre d'Afers Exterios Ministre de Viticultura                                                                                 |
|       | Pierre Frieden | CSV    | Ministre d'Educació Nacional Ministre de Població y Família Ministre de l'Interior Ministre de Salut Pública Ministre de Religió, Arts i Ciències |
|       | Victor Bodson  | LSAP   | Ministre de Justícia Ministre d'Obres Públiques Ministre de Transports                                                                            |
|       | Nicolas Biever | LSAP   | Ministre de Treball, Seguretat Social, Mines i Assistència Social                                                                                 |
|       | Pierre Werner  | CSV    | Ministre de Finances Ministre de Defensa |
|       | Paul Wilwertz  | LSAP   | Ministre d'Afers Econòmics |
| Font: |                |        | |